# Арраньо
Арраньо (порт. Arranhó)  —  район (фрегезия) в Португалии,  входит в округ Лиссабон. Является составной частью муниципалитета  Арруда-душ-Виньюш. По старому административному делению входил в провинцию Эштремадура. Входит в экономико-статистический  субрегион Оэште, который входит в Центральный регион. Население составляет 2495 человек на 2001 год. Занимает площадь 21,23 км².
Покровителем района считается Святой Лоренсо (порт. São Lourenço).